# Детройт Лайонс
Детро́йт Ла́йонс (англ. Detroit Lions) — профессиональный клуб по американскому футболу, выступающий в Северном дивизионе Национальной футбольной конференции Национальной футбольной лиги. Команда базируется в Детройте (штат Мичиган) и домашние игры проводит на стадионе «Форд Филд». Команда была основана в 1929 году в городе Портсмут (штат Огайо) как независимая команда и называлась «Портсмут Спартанс». В 1930 году вошла в состав НФЛ. Находясь в самом маленьком городке среди других команд лиги, клуб испытывал финансовые проблемы и перед сезоном 1934 года переехал в Детройт.
«Лайонс» четыре раза становились чемпионами НФЛ, последний раз в 1957 году. В 2008 году клуб стал первой командой в истории НФЛ проигравшей все 16 игр регулярного чемпионата с момента введения такого расписания в 1978 году.

## Названия
- Портсмут Спартанс (1930—1933)
- Детройт Лайонс (с 1934)

## Достижения
Победители чемпионата лиги (4)
- Победители чемпионата НФЛ (4)
  - 1935, 1952, 1953, 1957

Победители конференции (4)
- Национальная НФЛ: 1952
- Запад НФЛ: 1953, 1954, 1957

Победители дивизиона (4)
- Запад НФЛ: 1935
- Центр НФК: 1983, 1991, 1993

## Выдающиеся игроки
- Барри Сандерс — раннинбек с 1989 по 1998 годы.
- Бобби Лейн — квотербек с 1950 по 1958 годы. По легенде, когда его продали в «Питтсбург Стилерз», возмущённый Лейн предрёк своему бывшему клубу 50 лет без чемпионских титулов в НФЛ. «Проклятие Лейна» действует и по сей день[1].